# Dafydd Jenkins
Pour les articles homonymes, voir Jenkins.

a Compétitions nationales et continentales officielles uniquement.

b Matchs officiels uniquement.
Dernière mise à jour le 4 août 2025.
Dafydd Jenkins, né le 5 décembre 2002 à Bridgend (pays de Galles), est un joueur international gallois de rugby à XV évoluant au poste de deuxième ligne. Il joue en Premiership au sein du club des Exeter Chiefs depuis 2021.

## Biographie

### Jeunesse et formation
Dafydd Jenkins naît à Bridgend au pays de Galles. Il vient d'une famille où le rugby à XV a été pratiqué par ses deux grands-pères, ainsi que par son père, Hywel, qui a notamment joué troisième ligne pour le Swansea RFC et le Neath RFC. Ce dernier porte le surnom de Crazy Horse, Dafydd est alors surnommé Baby Horse en référence à son père. Son père l'a également entraîné durant sa jeunesse.
Il commence la pratique du rugby à XV à l'âge de cinq ans au sein du Porthcawl RFC (en). Il est scolarisé à la Porthcawl Comprehensive School (en) et est membre du centre de formation des Ospreys, avant de rejoindre l'Hartpury College (en) durant deux années, où il réussit son A-level. Il étudie ensuite les sciences du sport à l'Université d'Exeter, tout en pratiquant le rugby au sein des Exeter Chiefs qu'il rejoint lors de l'été 2021, recruté par l'entraîneur de l'équipe première Rob Baxter. Avec l'université, avec qui il joue également, il remporte le BUCS Super Rugby (en) contre Durham, en 2022, où il se voit décerner le titre d'homme du match.
Initialement, il est placé en troisième ligne comme son père, mais après avoir continué à grandir il est finalement placé définitivement en deuxième ligne.
Il cite les deuxième ligne Paul O'Connell et Alun Wyn Jones comme ses idoles de jeunesse. Plus tard, Brodie Retallick devient son joueur favori.
Dafydd Jenkins est retenu par l'équipe du pays de Galles des moins de 20 ans pour participer au Tournoi des Six Nations 2021. Il prend part à quatre rencontres en tant que titulaire mais son équipe termine à la quatrième place,.

### Débuts professionnels avec les Exeter Chiefs et découverte du niveau international (2021-2023)
Dafydd Jenkins fait ses débuts professionnels avec les Exeter Chiefs lors de la saison 2021-2022, à l'occasion d'un match de Coupe d'Angleterre où il est titularisé, à l'âge de dix-huit ans, contre les Bristol Bears en novembre 2021. Deux mois plus tard, il découvre également la Coupe d'Europe, ainsi que la Premiership. À la même période, il est de nouveau sélectionné pour le Tournoi des Six Nations des moins de 20 ans 2022. Toutefois, il ne dispute aucune rencontre de ce Tournoi car il est retenu par son club. Avec ce dernier, il réussit à se faire une place en Championnat dans un effectif comptant notamment les internationaux écossais Jonny Gray et Sam Skinner, ainsi que l'international anglais Jonny Hill au même poste. Il dispute huit rencontres, dont cinq en tant que titulaire, à partir de la quatorzième journée jusqu'à la fin de saison. En juin suivant, il est rappelé pour participer aux Six Nations Summer Series des moins de 20 ans et dispute quatre rencontres en tant que titulaire,.
Après les départs de Jonny Hill et Sam Skinner pendant l'été 2022, il a donc l'occasion de gagner en temps de jeu avec son club. Il ne joue que deux rencontres lors du début de saison, mais à partir du mois de novembre son temps de jeu s'accroît. Le 12 novembre, il devient notamment le plus jeune capitaine de l'histoire du Championnat d'Angleterre à l'âge de 19 ans et 342 jours lors d'une victoire contre les London Irish. Deux jours plus tard, il est appelé pour la première fois par le sélectionneur du pays de Galles, Wayne Pivac, pour pallier la blessure de Will Rowlands à tout juste 19 ans. Il fait ses débuts internationaux le 19 novembre en remplaçant Ben Carter contre la Géorgie, mais fait partie de cette équipe galloise défaite pour la première fois par ces derniers. Par la suite, il devient titulaire en deuxième ligne avec son club et dispute notamment six matchs de Champions Cup. En janvier, le nouveau sélectionneur du XV du Poireau, Warren Gatland, le sélectionne pour le Tournoi des Six Nations 2023. Alors qu'il est remplaçant pour la première rencontre, il est titularisé pour la deuxième journée pour la première fois en sélection. Il joue les trois autres rencontres de la compétition, connaissant sa deuxième titularisation lors de la victoire contre l'Italie et termine à la cinquième place du Tournoi avec son équipe, après des performances décevantes de la part des Gallois,. Durant et après cette compétition, il est perçu comme l'une des révélations de ce Tournoi et comme la relève de la légende galloise Alun Wyn Jones,. De retour avec les Exeter Chiefs, lors d'un match de Premiership face aux Bristol Bears en avril, il écope de son premier carton rouge en carrière, lui faisant alors manquer le reste de la saison dont la demi-finale de Champions Cup face au Stade rochelais, qui est perdue par la suite. Pour sa première saison complète, il prend part à dix-sept rencontres dont quinze en tant que titulaire avec son club. En mai suivant, Warren Gatland le convoque dans une pré-liste de 54 joueurs pour préparer la Coupe du monde.

### Participation à la Coupe du monde 2023 et capitaine du pays de Galles durant le Tournoi des Six Nations 2024 (depuis 2023)
Finalement, en août, il fait partie du groupe final amené à disputer la compétition. Pendant la compétition, il joue les quatre matchs de poule, en étant titularisé à deux reprises. Pour le quart de finale, il est remplaçant et entre à la place d'Adam Beard durant le match mais son équipe est éliminé par l'Argentine 29 à 17.
De retour avec son club, lors de la sixième journée de Premiership 2023-2024, il se montre décisif en inscrivant son premier essai en professionnel lors de la courte victoire 25 à 24 de son équipe à domicile contre Gloucester Rugby. En janvier 2024, il est sélectionné pour le Tournoi des Six Nations et nommé capitaine de la sélection à seulement 21 ans, pour la première fois de sa jeune carrière, en l'absence de Jac Morgan et Dewi Lake, co-capitaines durant la Coupe du monde précédente. Après cette nomination, il annonce avoir été surpris tout en indiquant que c'est un rêve devenu réalité pour lui. Il est alors annoncé comme étant l'un des joueurs à suivre durant la compétition. Pendant le Tournoi, il dispute l'intégralité des cinq matchs et joue notamment une rencontre au poste inhabituel de troisième ligne aile lors de la quatrième journée contre la France,. Toutefois, sa sélection termine la compétition à la dernière place sans avoir remporté un match et récolte la Cuillère de bois. Cette saison-là, il dispute vingt rencontres avec les Exeter Chiefs et inscrit trois essais. Durant l'été 2024, il est sélectionné pour la tournée estivale du pays de Galles mais n'est pas reconduit en tant que capitaine. Il dispute deux rencontres contre l'Australie.
En amont de la saison 2024-2025, son club annonce qu'il va manquer le début de saison en raison de deux opérations au genou et à l'épaule. De ce fait, il manque les test matchs d'automne avec le pays de Galles. Il fait finalement son retour sur les terrains au mois de décembre 2024 contre le Stade toulousain en Champions Cup. Le mois suivant, il est convoqué pour le Tournoi des Six Nations 2025. Titulaire pour la première journée, il manque la deuxième pour cause de maladie. Il fait son retour pour la troisième journée puis dispute les deux derniers matchs,. Avec les Chiefs, il joue treize matchs, dont douze comme titulaire, et inscrit un essai durant la saison. En fin de saison, il subit une opération au dos afin d'être prêt dès le début de la saison prochaine. De ce fait, il manque la tournée d'été avec le pays de Galles.

## Statistiques

### En club
| Saison              | Club                | Compétition                | Matchs | Points | Essais |
| ------------------- | ------------------- | -------------------------- | ------ | ------ | ------ |
| 2021-2022           | Exeter Chiefs       | Championnat d'Angleterre   | 7      | -      | -      |
| 2021-2022           | Exeter Chiefs       | Premiership Rugby Cup (en) | 2      | -      | -      |
| 2021-2022           | Exeter Chiefs       | Coupe d'Europe             | 1      | -      | -      |
| 2022-2023           | Exeter Chiefs       | Championnat d'Angleterre   | 11     | -      | -      |
| 2022-2023           | Exeter Chiefs       | Champions Cup              | 6      | -      | -      |
| 2023-2024           | Exeter Chiefs       | Championnat d'Angleterre   | 15     | 10     | 2      |
| 2023-2024           | Exeter Chiefs       | Champions Cup              | 5      | 5      | 1      |
| 2024-2025           | Exeter Chiefs       | Championnat d'Angleterre   | 10     | 1      | 5      |
| 2024-2025           | Exeter Chiefs       | Premiership Rugby Cup (en) | 1      | -      | -      |
| 2024-2025           | Exeter Chiefs       | Champions Cup              | 2      | -      | -      |
| Total Exeter Chiefs | Total Exeter Chiefs | Total Exeter Chiefs        | 60     | 20     | 4      |

### En équipe nationale
Dafydd Jenkins compte 23 capes en équipe du pays de Galles, dont 16 en tant que titulaire, depuis sa première sélection le 19 novembre 2022 face à la Géorgie.
Il participe à une édition de la Coupe du monde en 2023, disputant cinq rencontres, dont deux en qualité de titulaire.
| Année | Compétition    | Matchs | Points | Essais |
| ----- | -------------- | ------ | ------ | ------ |
| 2022  | Test matchs    | 1      | -      | -      |
| 2023  | Six Nations    | 5      | -      | -      |
| 2023  | Test matchs    | 1      | -      | -      |
| 2023  | Coupe du monde | 5      | 0      | 0      |
| 2024  | Six Nations    | 5      | -      | -      |
| 2024  | Test matchs    | 2      | -      | -      |
| 2025  | Six Nations    | 4      | -      | -      |
| Total | Total          | 23     | 0      | 0      |

## Palmarès
- Finaliste des Six Nations Summer Series en 2022 avec l'équipe du pays de Galles des moins de 20 ans.